# Berliet Nr. 1 und Nr. 2
Berliet N° 1 und Berliet N° 2 waren die ersten Fahrzeuge von Berliet in Lyon.

## Berliet N° 1 (1895)
Der Berliet N° 1 war das erste von Marius Berliet gebaute Automobil. Den Motor entwickelte Berliet im Jahr 1894 und baute diesen 1895 in sein erstes Fahrzeug ein. Es war ein Knicklenker mit zwei hintereinander angeordneten Sitzen, einer vor der Vorderachse und einer dahinter. Die Bedienelemente waren am hinteren Sitz montiert, gelenkt wurde mit einer Griffstange an der Rückenlehne des Vordersitzes. Angetrieben wurde das Gefährt von einem Einzylindermotor von Aster (Bohrung 80 mm, Hub 120 mm, Hubraum 603 cm³). Die Antriebskraft wurde über ein Zweiganggetriebe auf die Hinterachse übertragen. Dieses Fahrzeug blieb ein Einzelstück und wurde nach einem Unfall verschrottet. Ein Nachbau wurde in der Lehrlingswerkstatt von Berliet in den 1960er-Jahren angefertigt. Das Fahrzeug kann im Conservatoire der Fondation Berliet bei Le Montellier (30 km nordöstlich Lyon) besichtigt werden.

## Berliet N° 2 (1897)
Das erste Fahrzeug des Typs N° 2 entstand 1897 und war zur Beförderung von zwei Personen ausgelegt. Insgesamt wurden von der Voiturette Berliet N° 2 nachfolgend elf Stück gebaut. Der bei Berliet selbst gebaute Zweizylindermotor (Bohrung 90 mm, Hub 150 mm, Hubraum 1909 cm³) leistete acht effektive PS und war im Fahrzeugheck montiert. Das Getriebe hatte zwei Gänge; die Antriebskraft wurde auf die Hinterachse übertragen. Ein Originalfahrzeug des Typs Berliet N° 2 ist erhalten geblieben und kann bei der Fondation Berliet besichtigt werden.